# Echinotropis karasensis
Echinotropis karasensis is een rechtvleugelig insect uit de familie Pamphagidae. De wetenschappelijke naam van deze soort is voor het eerst geldig gepubliceerd in 1932 door Sjöstedt.